# Operace Benjamin
Operace BENJAMIN byl krycí název pro paradesantní výsadek vyslaný během II. světové války z Anglie na území Protektorátu Čechy a Morava. Výsadek byl organizován zpravodajským odborem exilového Ministerstva národní obrany a byl řazen do první vlny výsadků.

## Složení
Výsadek měl jediného člena, rotného Otmara Riedla. Riedl krátce pracoval v jugoslávské pobočce Bati v Borovu, kde vstoupil do československé zahraniční armády. Odtud směřoval do Francie a poté do Velké Británie.

## Úkol
Cílem operace bylo doručit odbojářům v protektorátu krystaly pro vysílačky a poselství prezidenta Beneše, gen. Sergěje Ingra a plk. Františka Moravce. Dalším úkolem bylo prověření nových možností spojení mezi domácím a zahraničním odbojem. V případě možnosti se měl Riedl vrátit zpět do Anglie přes Balkánský poloostrov.

## Příprava
Operace byla připravovaná velmi pečlivě jak že strany MNO, tak ze strany domácího odboje, který měl kromě jiného za úkol zajistit vhodnou dopadovou plochu a světelně ji označit.
Operace byla několikrát odložena kvůli sporům mezi SIS a SOE. Původně plánovaný let dne 17. února 1941 byl odložen o den, protože letoun si vyžádala SIS. Situace se opakovala a další termín letu byl stanoven na 3. března, ten pak odkládán na 5., 11. a 12. března. Dne 12. března obdržela stanice SPARTA konečně potvrzení o letu, ale přijímací skupina čekala na doskokové ploše u obce Křečhoř marně. Letoun sice odstartoval, ale kvůli špatnému počasí nad Německem ztratil orientaci a musel se vrátit na základnu.

## Činnost
Nakonec byl další pokus naplánován na 16. dubna 1941. Letoun Whitley vzlétl s Riedlem a škpt. gšt. Jaroslavem Šustrem na palubě v 19.50 hod. Posádka letounu ale byla dvakrát napadena protiletadlovým dělostřelectvem, takže musela několikrát změnit směr, proto zabloudila a vysadila ho nevědomky na rakousko-italských hranicích v Alpách u Landecku, 460 km daleko od plánovaného místa. Přijímací skupina čekala u Křečhoře opět marně. Riedl se po seskoku vymotal z padáku uvízlého na stromě a vydal se do údolí, kde z orientační tabule vyčetl, že se nachází v Alpách. Pohotově zareagoval. Zbavil se svítilny, snědl kapsli s poselstvím, zahrabal náhradní krystaly pro vysílačku a vydal se na cestu do Čech. Němečtí celníci, kteří ho vyčerpaného po 24 hodinách zadrželi, ho předali policejní eskortě, která ho odvezla do města Landeck a zde uvěznila. Při výslechu uvedl své pravé jméno, že se vrací z Jugoslávie, kde pracoval u firmy Baťa (což byla pravda) a že o kufr s doklady, penězi a veškerými věcmi ho okradl neznámý muž ve vlaku. Po výslechu byl v Landecku vězněn 14 dnů a poté eskortován do Innsbrucku, kde při výslechu trval na své výpovědi a čekal na soud. Rakouští policisté si informace ověřili u firmy Baťa ve Zlíně, vedoucí personálního oddělení jim je potvrdil a neprozradil Riedlův odchod k čs. armádě. Policie tedy uvěřila a po odpykání dvouměsíčního trestu ve vězení v Innsbrucku za nepovolené překročení hranic byl Riedl propuštěn. Odjel domů ke své rodině do Kroměříže a pravdu o svém osudu tajil. Přijal místo u Bati v Táboře.
Po třech měsících po se pokusil na smluveném místě (ve Vinohradské spořitelně v Praze) navázat kontakt s odbojem (koupil si časopis Světozor a v hale předstíral jeho čtení). Pokus ale nevyšel. Válku Riedl přežil jako vedoucí Baťovy prodejny na různých místech v jižních Čechách. V Trhových Svinech se v závěru války účastnil bojů proti ustupující německé armádě jako zástupce velitele povstalecké jednotky.

## Výsledek
Kvůli chybnému vysazení se cíl operace nepodařilo naplnit a s odbojem se spojení nepodařilo navázat. Gestapo se o Riedlově poslání nikdy nedozvědělo, protože nebyl nikdo, kdo by ho mohl prozradit (svěřil se pouze své manželce). Riedl byl totiž první, který byl z Londýna vysazen, byl připravován a cvičen v naprosté izolaci a sám. Svou misi Riedl ukončil 10. května 1945, když na MNO podal hlášení mjr. Karlu Palečkovi. Zde se dozvěděl, že byl považován za nezvěstného a pravděpodobně mrtvého.